# 罗曼·拉图什尼
罗曼·塔拉索维奇·拉图什尼（羅馬化：Roman Tarasovych Ratushnyi；1997年7月5日—2022年6月9日），乌克兰公民社会活动家，16岁时曾参与尊严革命，并創辦了烏克蘭自由香港中心。
2022年俄羅斯入侵烏克蘭期間，罗曼·拉图什尼参与过基輔和特羅斯佳內茨的战斗。2022年6月9日，他在哈尔科夫州伊久姆附近阵亡。他的阵亡消息被烏克蘭國防部情報局在官方推特上确认。